# Medal Wojny 1939–1945
Medal Wojny 1939–1945 lub Medal za Wojnę 1939–1945 (ang. War Medal 1939–1945) – brytyjskie odznaczenie wojskowe przyznawane osobom, które podczas II wojny światowej służyły w siłach zbrojnych Wielkiej Brytanii przynajmniej przez 28 dni w okresie od 3 września 1939 do 2 września 1945.
Medal został ustanowiony 16 sierpnia 1945 r. Odznaczono nim 700 000 osób włącznie z 4450 marynarzami kanadyjskiej floty handlowej.

## Zasady nadawania
Medal ten był nadawany pełnoetatowemu personelowi sił zbrojnych. Operacyjnej i nieoperacyjnej służbie przez co najmniej 28 dni. Marynarce handlowej za co najmniej 28-dniową służbę na morzu. Odbiorca nagradzany był, jeśli służba zakończyła się jego śmiercią lub niezdolnością do służby jako jeńca wojennego i kwalifikowała go do jednej z gwiazd. Również jeśli nagradzany otrzymał jedną z gwiazd za służbę przez co najmniej 28 dni, otrzymywał War Medal.

## Opis medalu
Okrągły medal o średnicy 1,42 cala (36 mm).
Brytyjskie wydanie zrobione było ze stopu miedzi i niklu, a kanadyjskie ze srebra (próba 800).
Na awersie znajduje się lewy profil w koronie króla Jerzego VI z opisem: GEORGIVS VI D: BR: OMN: REX ET INDIAE IMP:
Na rewersie znajduje się lew stojący na ciele dwugłowego smoka. Na górze po prawej, w dwóch rzędach są daty 1939/1945.
Wstążka o szerokości 1,25 cala (32 mm) składająca się z 7 kolorowych pasów: czerwony, ciemny niebieski, wąski czerwony (środkowy), biały.